# Emmeline Pankhurst

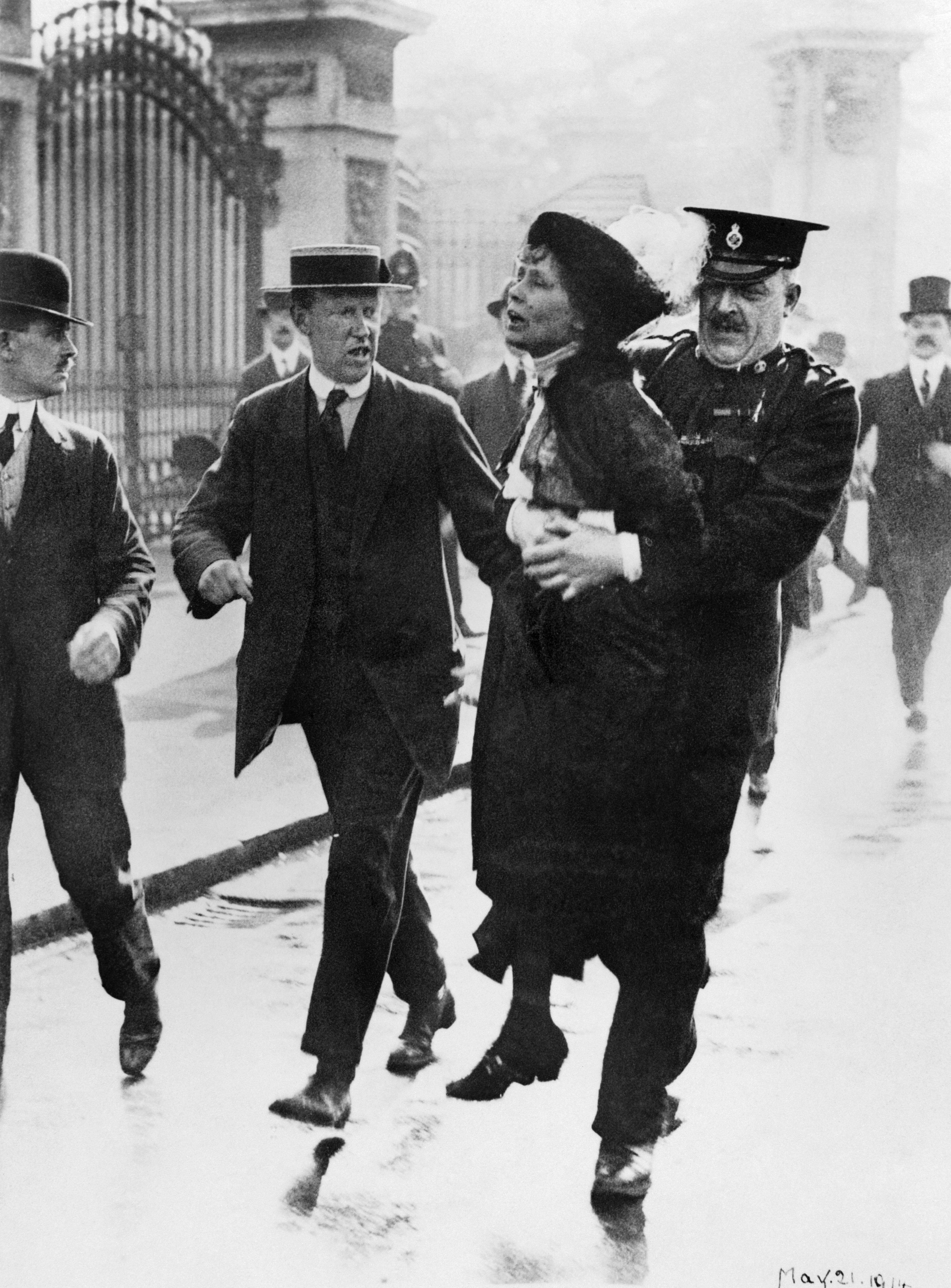
Zatrzymanie Emmeline Pankhurst podczas próby wręczenia przez nią petycji królowi Jerzemu V, maj 1914

Emmeline Pankhurst (z d. Emiline Goulden, ur. 15 lipca 1858 w Manchesterze, zm. 14 czerwca 1928 w Londynie) –  brytyjska działaczka społeczna, jedna z założycielek brytyjskiego ruchu sufrażystek, najważniejsza angielska działaczka na rzecz przyznania kobietom praw wyborczych przed I wojną światową.

## Młodość i życie rodzinne
Jej rodzice byli zaangażowani w walkę z niewolnictwem oraz działali na rzecz praw kobiet. Mieli 11 dzieci: najstarszy syn zmarł w wieku lat 2., Emmeline była najstarsza z pięciu sióstr. Mając lat 14, poprosiła matkę o towarzyszenie jej w spotkaniu dotyczącym praw kobiet do głosowania, szczególnie że miała tam przemawiać Lydia Becker, wydawczyni Women's Suffrage Journal. To spotkanie we wspomnieniach przyszłej działaczki było kluczowe dla decyzji o zostaniu sufrażystką. 
Wyszła za mąż jesienią 1879 r. (gdzie indziej: 1878), w wieku lat 20., za adwokata, Richarda Pankhursta. Jej mąż był autorem obu Married Women's Property Act – przepisów umożliwiających mężatkom rozporządzanie majątkiem. Wspierał żonę w jej działaniach. Zmarł w 1898, Emmeline dowiedziała się o tym z gazety, gdy jechała do chorego męża po otrzymaniu niepokojącego telegramu. 
Mieli pięcioro dzieci: Christabel (ur. 22 września 1880 r.), Estelle Sylvię (ur. 5 maja 1882 r.), Francisa Henry (ur. 1884, zmarł na błonicę w 1888 r.), Adelę (ur. 19 czerwca 1885 r.), Henry`ego Francisa (ur. 7 lipca 1889 r.).

## Aktywizm społeczno-polityczny
W 1889 roku Pankhurst założyła Women's Franchise League – Ligę na rzecz Praw Wyborczych dla Kobiet. Później w 1903 współtworzyła znacznie lepiej znaną Women's Social and Political Union. 
Wraz z innymi działaczkami, w tym Emily Davison i Ethel Smyth, rozpoczęła szereg działań na rzecz przyznania kobietom praw wyborczych, po kilku latach do ich grupy dołączyły córki Pankhurst, Sylvia i Christabel. Ta pierwsza skupiła się w późniejszym okresie na organizowaniu kobiet pracujących, podczas gdy sama Emmeline wraz z drugą córką  popierały nie tylko wojska brytyjskie w I wojnie światowej, ale zachęcały również kobiety do udziału w siłach zbrojnych.
Emmeline Pankhurst mawiała, że „argument w postaci rozbitej szyby to najcenniejszy dziś argument w polityce”. Za jej wezwaniem sufrażystki wybijały szyby w oknach polityków, którzy byli przeciwni nadaniu kobietom praw wyborczych. Zarówno Emmeline, jak i jej córki oraz zwolenniczki były często brutalnie aresztowane i trzymane w więzieniu. 16 lutego 1912 roku, na dużym zgromadzeniu zwołanym, by powitać zwolnione po kilkumiesięcznym odosobnieniu kobiety, Emmeline wygłosiła przemowę, tłumacząc stosowane argumenty siłowe:  

Nie chcemy używać niepotrzebnie silnej broni. Jeśli argument kamienia, ten odwieczny oficjalny argument polityczny, jest wystarczający, nigdy nie użyjemy mocniejszego argumentu. (...) Próbowałyśmy wystarczająco długo. Przez lata cierpliwie poddawałyśmy się obrazom i napaściom. Kobiety doznawały uszczerbku na zdrowiu. Kobiety traciły życie. (...) Czyż życie kobiety, jej zdrowie nie są cenniejsze niż tafle szkła? Nie ma co do tego wątpliwości (...)

Podczas wojny zorganizowała kampanię na rzecz włączania kobiet do pracy zawodowej (w celu m.in. umożliwienia mężczyznom walki na froncie). Pomimo uwag, że zajmuje się nieślubnymi dziećmi, otoczyła opieką tzw. 'wojenne dzieci' - sieroty i dzieci samotnych matek. M.in. na Campden Hill w Londynie otworzyła dom adopcyjny, prowadzony metodami Montessori. Mając 57 lat, sama adoptowała czworo dzieci i zamieszkała z nimi w londyńskim Holland Park. 
Po uzyskaniu przez kobiety praw wyborczych, które w Wielkiej Brytanii miało miejsce w marcu 1918, zrezygnowała z aktywności politycznej. 
Pankhurst zmarła w Londynie w 1928 r. i po pogrzebie w dniu 18 czerwca została pochowana na cmentarzu Brompton.

## Publikacje
Wybrane publikacje Emmeline Pankhurst w języku angielskim:
- The Powers and Duties of Poor Law Guardians in Times of Exceptional Distress, 1895.
- The Present Position of the Women's Suffrage Movement in: The Case for Women's Suffrage, hg.v. B. Villiers, 1907.
- The Importance of the Vote, 1908.
- Suffrages Speeches from the Dock, 1912.
- My own Story, 1914.

## Galeria

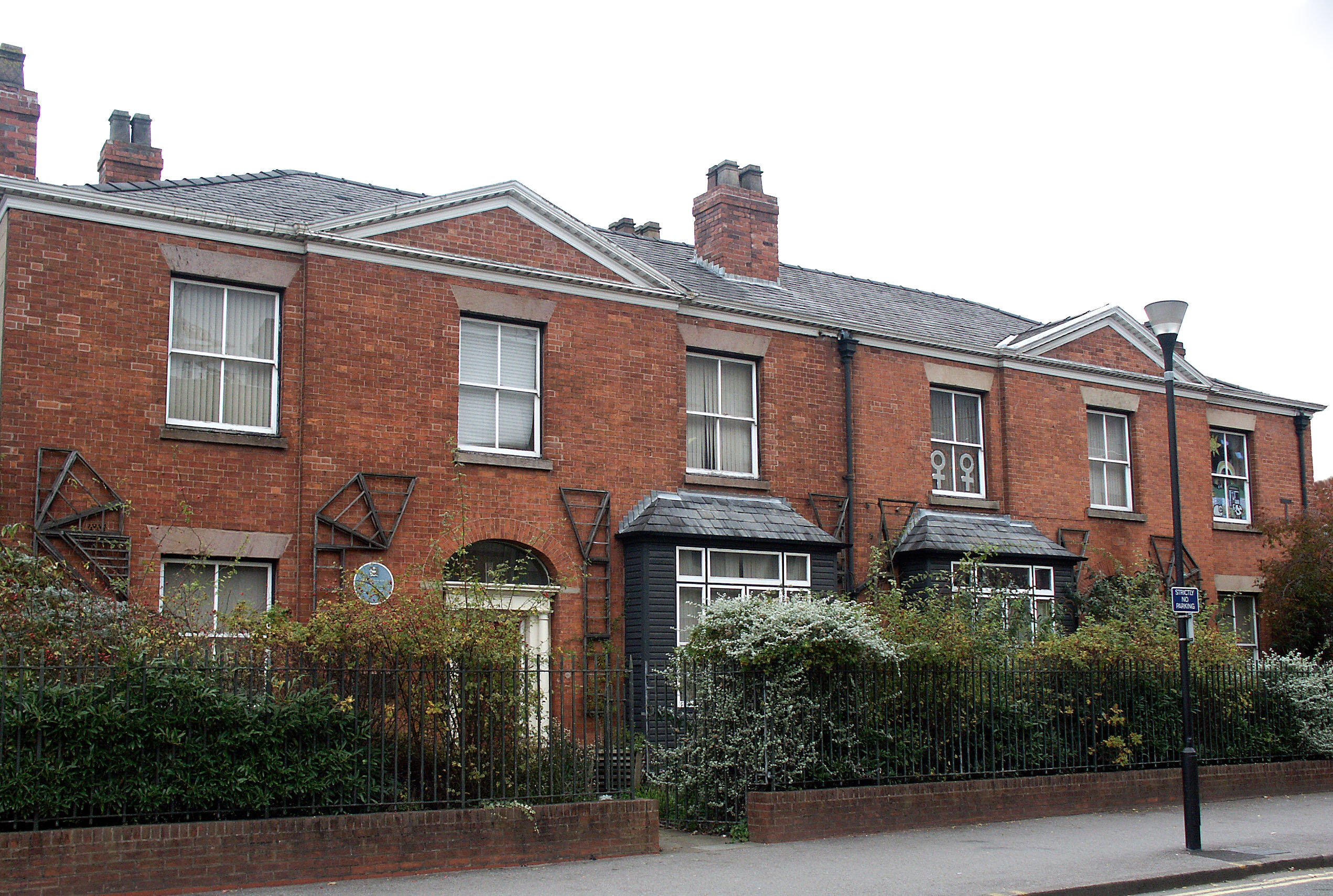
Dom, w którym Emmeline Pankhurst mieszkała w latach 1897-1907 w Manchesterze
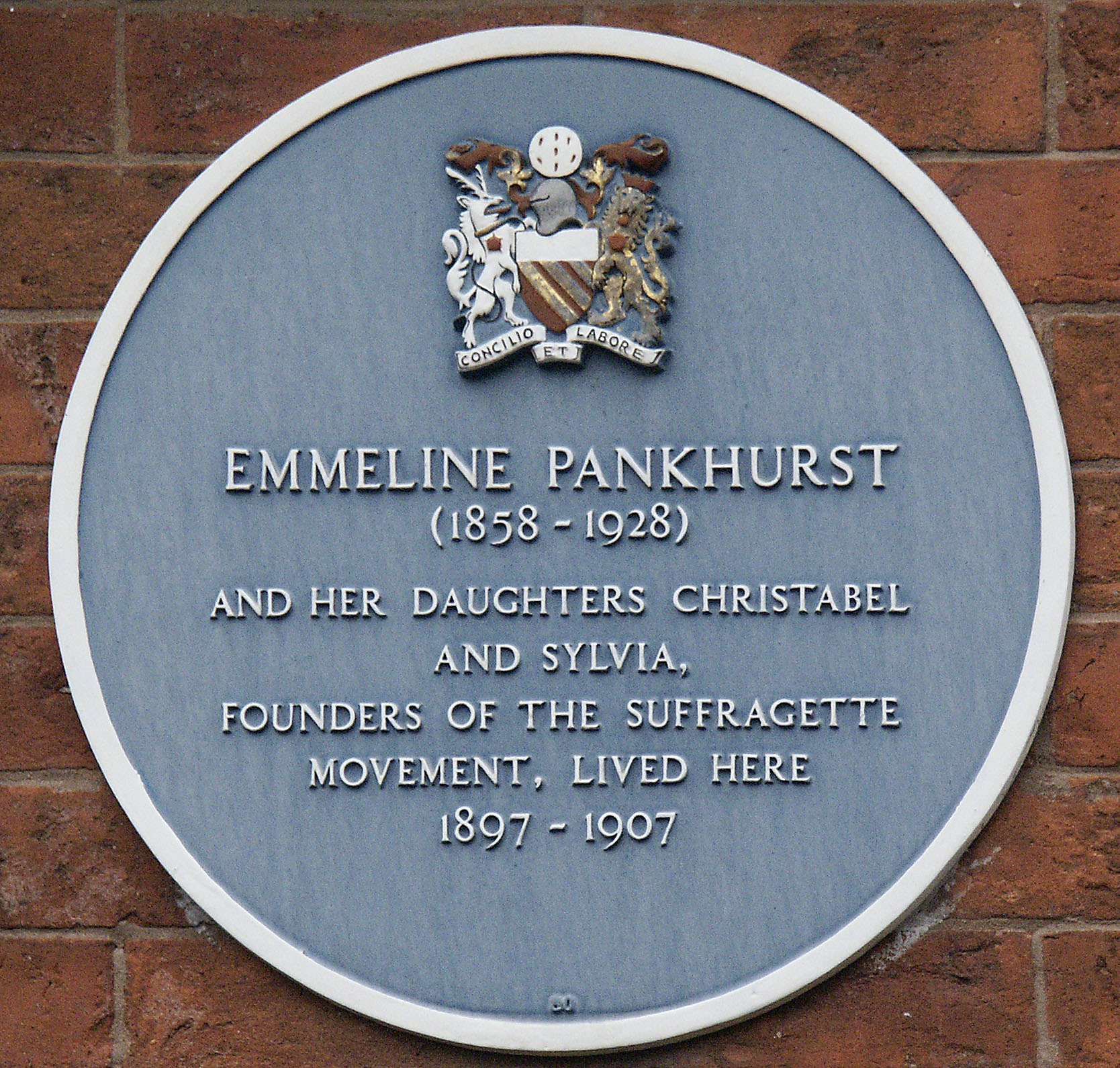
Tablica pamiątkowa na domu w Manchesterze
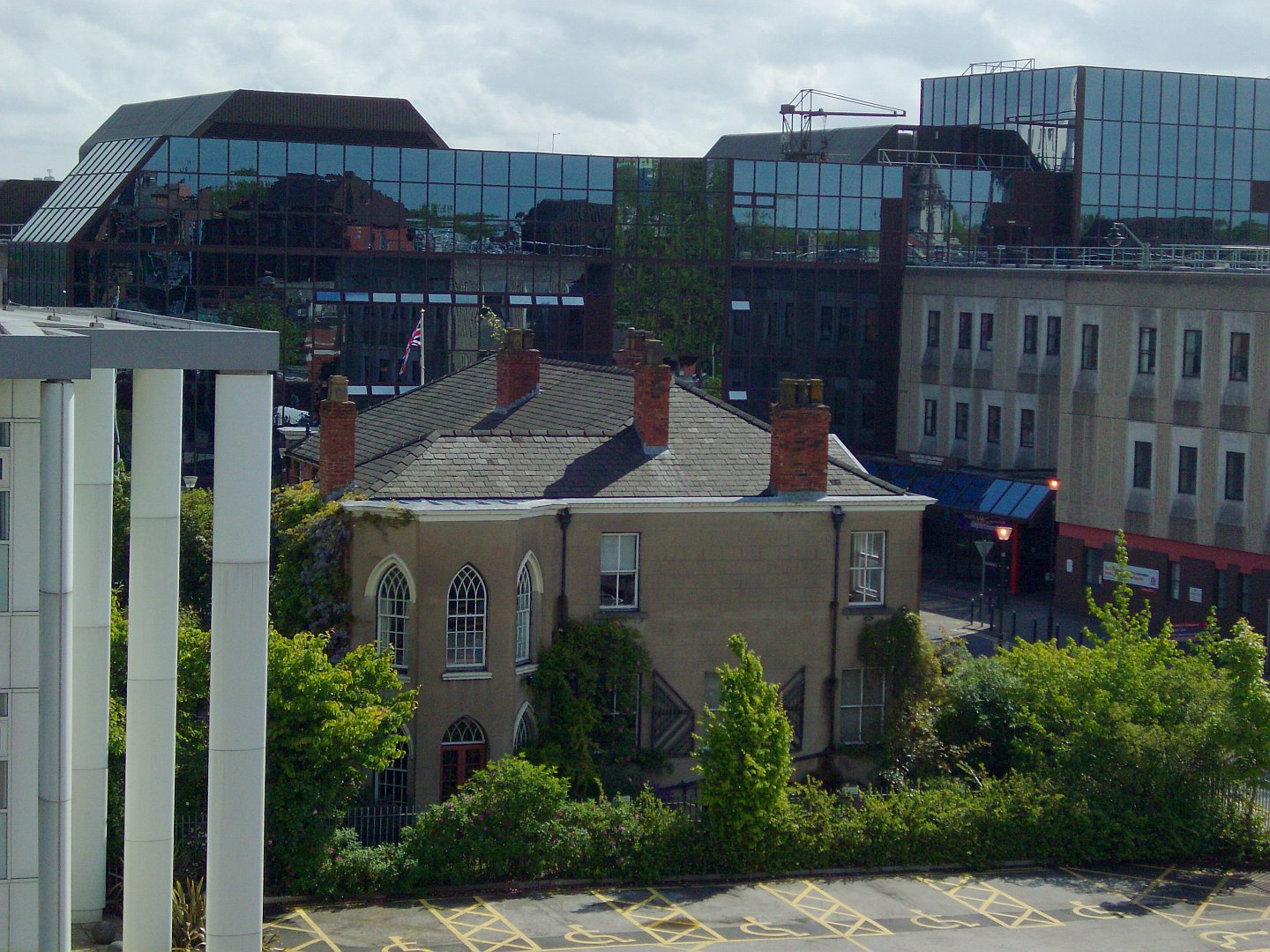
Współczesne otoczenie domu rodziny Pankhurst to szpital Manchester Royal Infirmary.
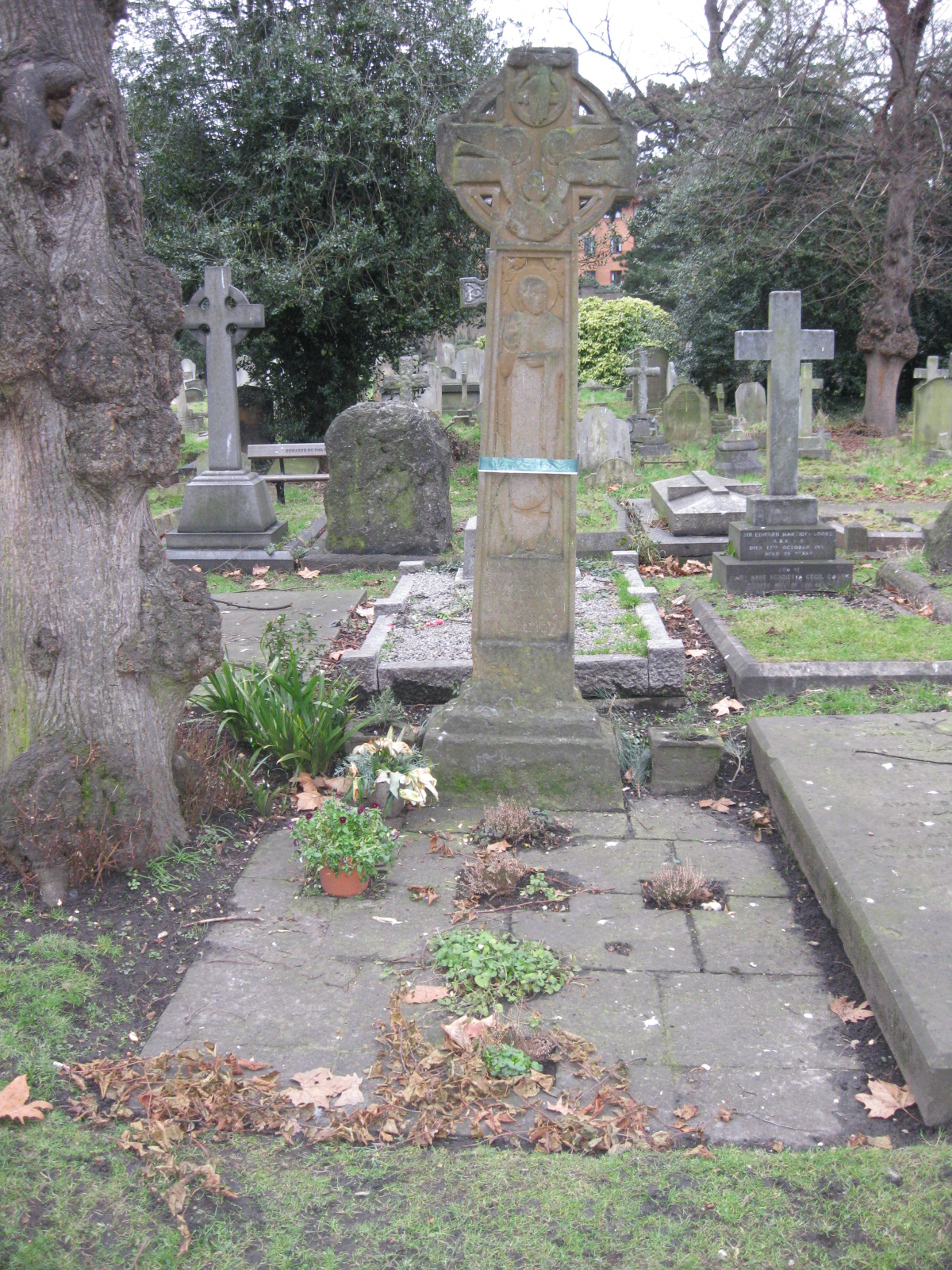
Grób Emmeline Pankhurst na cmentarzu Brompton
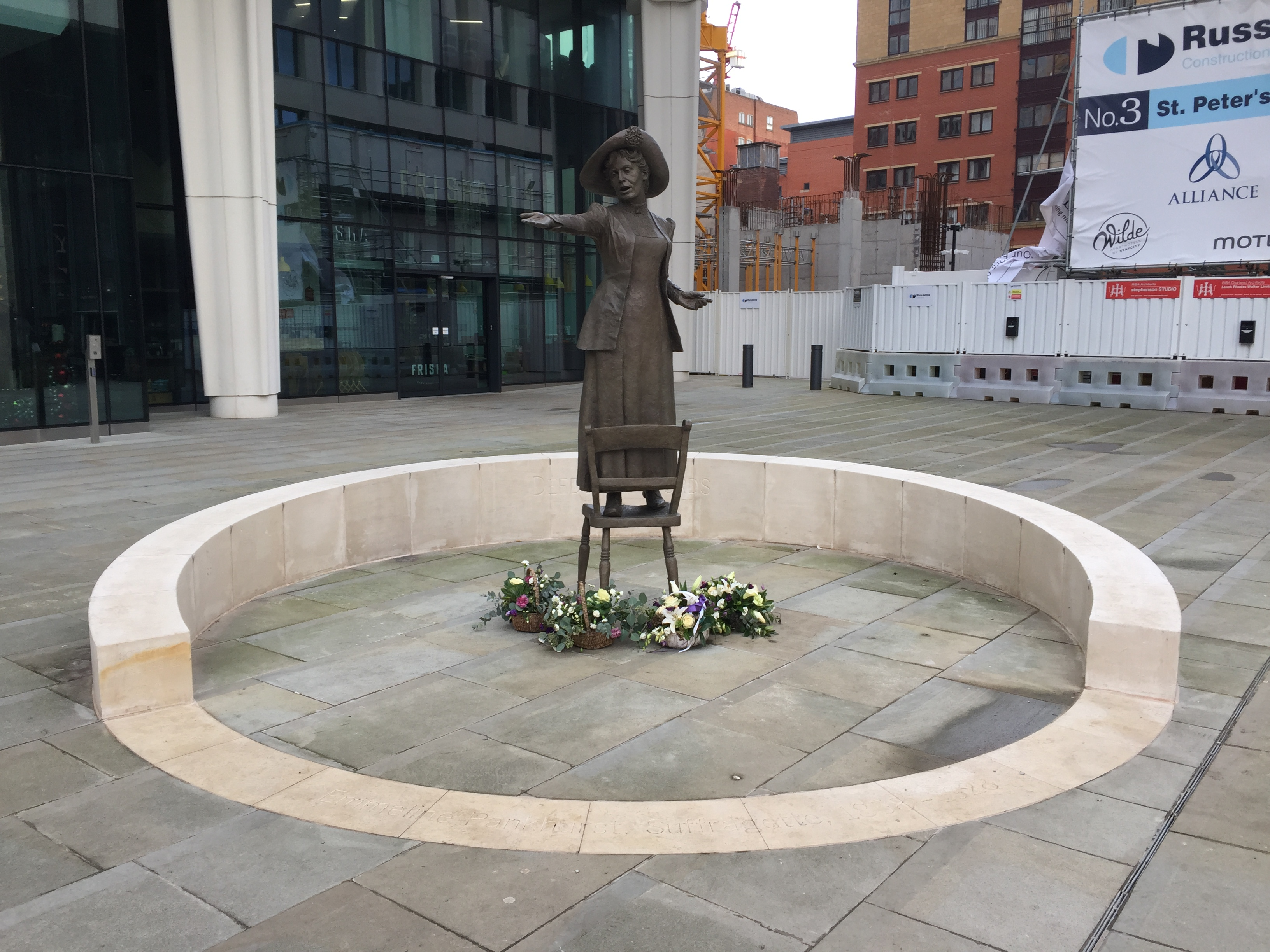
Pomnik Emmeline Pankhurst w Manchesterze